# Phobetes rufigaster
Phobetes rufigaster är en stekelart som först beskrevs av Léon Abel Provancher 1886.  Phobetes rufigaster ingår i släktet Phobetes och familjen brokparasitsteklar. Inga underarter finns listade i Catalogue of Life.